# Bonneveau
 Bonneveau  es una población y comuna francesa, en la región de Centro, departamento de Loir y Cher, en el distrito de Vendôme y cantón de Savigny-sur-Braye.

## Demografía
| 391 | 387 | 352 | 486 | 519 | 466 |
| Para los censos de 1962 a 1999 la población legal corresponde a la población sin duplicidades (Fuente: INSEE [Consultar]) |     |     |     |     |     |

## Lugares y monumentos
- Castillo de Matval.